# 东京索菲特酒店
东京索菲特酒店（日语：／）是曾位于日本东京都台東區池之端的一座高层酒店。

## 简介
建筑物位于上野池之端法华俱乐部的土地上，1994年法华俱乐部集团的城市旅馆“酒店COSIMA”（ホテルCOSIMA）开业。
这栋新陈代谢派建筑由菊竹清训设计，设计灵感来源于日本传统庙宇，高112米。酒店客房像树枝从伸展出来，成独特的形状悬垂于建筑上。
随后法华俱乐部适用公司再生法的申请被批准，于1999年以30亿日元将酒店售予法国雅高集团，2000年，酒店以以索菲特酒店的品牌开始营业。酒店位于东京地下铁千代田線根津站与湯島站之间，交通不便，故于2006年12月19日停止营业，建筑物被拆除。这是日本首栋被拆除的高度100米以上的建筑物。
建筑物所在地后由三井不动产住宅建设了高106米，地上30层的公寓塔楼Park Tower上野池之端，2010年竣工。拆除工作与住宅的设计施工由清水建設进行。